# Lois Hole
Lois Elsa Hole, CM, AOE (* 1933 in Buchanan, Saskatchewan als Lois Elsa Veregin; † 6. Januar 2005 in Edmonton, Alberta) war eine kanadische Politikerin und Schriftstellerin. Sie war von 2000 bis zu ihrem Tod Vizegouverneurin der Provinz Alberta.

## Biografie
Sie wuchs in ihrem Geburtsort Buchanan auf. 1944 zog sie nach Edmonton, um dort ihre höhere Schullaufbahn auf der Strathcona Composite High School zu vollenden. 1952 heiratete sie Ted Hole, mit dem sie zwei Kinder hatte. Im selben Jahr kaufte das Ehepaar ein 0,8 km² großes Grundstück in der Nähe von St. Albert, auf dem sie vorwiegend Gemüse anpflanzten. 1979 wurde dieser Bauernhof ein Teil der Hole’s Greenhouses & Gardens Ltd., das auch Gewächshäuser umfasste. Ihre beiden Söhne traten dem Familienunternehmen ebenfalls bei. Bis zum heutigen Tag wuchs es zu einem der größten Gartenbau-Unternehmen in Westkanada an.
Ab 1967 betätigte sich Hole als Schulrätin der Sturgeon School Division, 1981 wechselte sie zum St. Albert School District, wo sie bis zum Herbst 1998 blieb. Sie gehörte daneben mehreren landwirtschaftlichen und wohltätigen Organisationen an. 1993 schrieb sie ihr erstes Buch zum Thema Gartenbau, dem 15 weitere folgten. Am 10. Februar 2000 wurde sie als erste Frau zur Vizegouverneurin der Provinz Alberta ernannt und trat die Nachfolge von Bud Olson an. Sie übte dieses Amt bis zu ihrem Tod aus.
Von der nach ihr benannten Stiftung wird Hole als eine Frau mit starken Charakter und großen Visionen (woman of strong character and great vision) bezeichnet. Darum sei es keine schwere Entscheidung gewesen, die Stiftung nach ihr zu benennen.

## Ehrungen
Hole wurde 1987 mit der Ehrendoktorwürde der Athabasca University geehrt. Vierzehn Jahre später erhielt sie die Distinguished Citizen Honourary Diploma in Business vom Grant MacEwan Community College. Kurz vor ihrer Vereidigung als Vizegouverneur wurde sie noch 1999 mit dem Order of Canada ausgezeichnet. Nach Amtsantritt erhielt sie automatisch den Alberta Order of Excellence, der seit 1971 jedem Vizegouverneur Albertas verliehen wird.

## Bibliographie
- 1993: Lois Hole’s Northern Vegetable Gardening: A Guide for Cooler Climates
- 1995: Lois Hole’s Northern Flower Gardening Perennial Favorites
- 1995: Lois Hole’s Perennial Favorites
- 1996: Lois Hole’s Tomato Favorites: Share Lois’s Tomato Facts & Folklore
- 1996: Lois Hole’s Perennial Favorites
- 1996: Lois Hole’s Vegetable Favorites
- 1996: Lois Holes Bedding Plant Favorites
- 1997: Lois Hole’s Favorite Trees & Shrubs
- 1997: Lois Hole’s Rose Favorites
- 1999: I’ll Never Marry a Farmer: Lois Hole on Life, Learning & Vegetable Gardening
- 2000: Herbs and Edible Flowers
- 2000: Perennials: Practical Advice and the Science Behind It
- 2000: Roses: Practical Advice and the Science Behind It
- 2000: Bedding Plants: Practical Advice and the Science Behind It
- 2003: Lois Hole’s Favorite Bulbs: Better Choices, Better Gardens
- 2005: Bulbs: Practical Advice and the Science Behind It